# Рябиновий
Ряби́новий (рос. Рябиновый) — селище у складі Ірбітського міського округу Свердловської області.
Населення — 364 особи (2010, 337 у 2002).
Національний склад населення станом на 2002 рік: росіяни — 93 %.